# Климов, Пётр Александрович
Пётр Алекса́ндрович Кли́мов (род. 16 июля 1970, Москва) — российский композитор, поэт, педагог. Член союза композиторов России.

## Биография
Окончил РАМ им. Гнесиных в 1994 году (специальность — композиция, класс Андрея Головина). В настоящее время — доцент РАМ им. Гнесиных, классы композиции, инструментоведения и инструментовки.
Автор ряда симфонических и камерных произведений, а также более 300 песен на собственные стихи.
По заказу Фонда Чайковского Пётр Климов стал автором второй попытки осуществить реконструкцию уничтоженной самим композитором Симфонии ми-бемоль мажор Петра Ильича Чайковского. Климов создал также собственный вариант оркестровки цикла «Воспоминание о дорогом месте» композитора.
Автор музыки к художественным фильмам и спектаклям. Автор книги стихов «Неподвижный свет» (издательство «Авваллон», 2006). В качестве аранжировщика и автора композиций работал с такими музыкантами, как Дмитрий Маликов, Сергей Никитин, Юрий Башмет и многими другими. Автор более 500 эквиритмических переводов песен из англоязычных анимационных и художественных фильмов компаний Walt Disney, Sony Pictures, DreamWorks Pictures, Netflix и др.
Женат, отец троих дочерей.

## Сочинения
- «Новогодняя фантасмагория» для струнного квартета (2019),
- «Огни Петербурга» для органа с оркестром (2018),
- Musica notturna для виолончели с оркестром (2017)[6],
- Quasi tarantella для двух скрипок, контрабаса и струнного оркестра (2016),
- «Дух ветра» для духового квинтета и фортепиано (2016),
- Семь легких пьес для кларнета и фагота (2016),
- «Две фотографии осени» для гобоя, валторны и фортепиано (2015),
- «Ностальгическая музыка по мотивам Сергея Никитина» для фортепиано и камерного оркестра (2014),
- Четыре стихотворения Геннадия Шпаликова для сопрано и камерного оркестра (2014),
- Фантазия на тему песни Булата Окуджавы «Часовые любви» для двух флейт, струнного квинтета и органа (2009),
- Сюита для камерного оркестра «Отцы и дети» (2008),
- Три стихотворения Николая Заболоцкого для смешанного хора и инструментального ансамбля (2004),
- Сюита для виолончели соло (2000)[7],
- Фантазия на темы песен Булата Окуджавы для альта соло (1999),
- Два хора на слова Николая Заболоцкого и Геннадия Шпаликова (1999),
- Канцонетта для струнного оркестра (1999),
- Маленькая фантазия для кларнета соло (1998),
- Концертино для фортепиано и камерного оркестра (1997),
- Два отрывка для фортепиано (1996),
- Трио для скрипки, альта и виолончели (1994),
- Три лирических стихотворения для баса и фортепиано (на слова Николая Заболоцкого и Георгия Иванова, 1993),
- Кантата для баритона и камерного оркестра «За синим краем» (1992),
- Соната для скрипки и фортепиано (1991).

## Фильмография
Автор музыки к кинофильмам:
- «Тайна Егора»[8], режиссер Александра Ерофеева (2012),
- «Два дня»[9], режиссер Авдотья Смирнова (совместно с Алексеем Стеблёвым, 2011),
- «Господа Головлевы», режиссер Александра Ерофеева (2010),
- «Пари», режиссер Наталия (Бронштейн) Петрова (2008),
- «Отцы и дети», режиссер Авдотья Смирнова (совместно с Алексеем Стеблёвым, 2008),
- «Связь», режиссер Авдотья Смирнова (совместно с Борисом Гребенщиковым и Алексеем Стеблёвым, 2006),
- «Синий беркут, розовый кит», режиссер Харитон Климов.

## Музыка для театра
- «Обрыв»[10] в МХТ имени Чехова (2010, режиссер Адольф Шапиро, спектаклю присуждена премия «Золотая Маска»[11]) — композитор.
- «Как вам это полюбится» в Московском академическом театре имени Маяковского (1997, режиссер Андрей Гончаров, по пьесе Уильяма Шекспира) — оригинальная музыка, стихи.
- «А чой-то ты во фраке?» в театре «Школа современной пьесы» (1992, режиссеры Иосиф Райхельгауз, Виктор Безега) — аранжировки.

## Награды и премии
- 2018 год — Лауреат всероссийского конкурса композиции имени Сергея Прокофьева.

## Исполнения произведений
Произведения Петра Климова исполнялись в Большом зале московской консерватории, Концертном зале им. П. И. Чайковского, Государственной академической капелле Санкт-Петербурга, Санкт-Петербургской филармонии, Московском Международном доме музыки, залах Германии, США, Японии и Хорватии.
К числу наиболее известных исполнителей музыки Петра Климова относятся оркестр Musica Viva, Государственный оркестр России, симфонический оркестр Государственной академической капеллы Санкт-Петербурга, Нижегородский академический симфонический оркестр, губернаторский оркестр Санкт-Петербурга, Новый русский квартет, ансамбль духовых инструментов L’Esprit du Vent, оркестр Фонда Чайковского, Владимирский губернаторский симфонический оркестр, Томский академический симфонический оркестр, симфонический оркестр Саратовской консерватории.
Неоконченная Симфония ми-бемоль мажор П. И. Чайковского в редакции и оркестровке Петра Климова впервые исполнена в 2006 оду симфоническим оркестром России под руководством дирижера Томоми Ниcимото, премьера состоялась в доме-музее композитора в Клину.
Солисты и дирижёры, исполнявшие музыку Петра Климова: народные артисты России Юрий Башмет, Василий Синайский, Николай Алексеев, Александр Рудин, заслуженный артист России Александр Тростянский, Филипп Нодель, Томоми Ниcимото, Юрий Ткаченко, Артём Маркин, Кирилл Ершов) и др.

## Лекционная деятельность
Автор курсов лекций:
- о русской музыке в университете Эмори (Атланта, США),
- о музыке Петра Ильича Чайковского для Deutsche Kammerphilharmonie Bremen[англ.] (Бремен, Германия).

С 2016 года постоянный автор лекций для Московской государственной академической филармонии и Московского международного Дома музыки.
Участник телевизионных («Новости культуры» на канале «Культура», «Оркестровая яма» и др.) и радиопередач («Московские звезды» с Артемом Варгафтиком, «Воскресенье в Москве» с Татьяной Визбор и др.).
Автор лекций для проектов Auftakt и Way2Art.

## Сотрудничество с оркестром Musica Viva
Многие работы Петра Климова являются результатом длительного сотрудничества с народным артистом России Александром Рудиным и оркестром Musica Viva. Александром Рудиным впервые исполнены и записаны Сюита для виолончели соло и Musica notturna для виолончели с оркестром. При участии оркестра Musica Viva состоялись премьеры Концертино для фортепиано и камерного оркестра (солистка О. Соловьева), Канцонетты для струнного оркестра, сюиты «Отцы и дети», оркестровой транскрипции «Испанской рапсодии» Ференца Листа. Концертная версия Симфонии ми-бемоль мажор Петра Чайковского была исполнена Александром Рудиным как с оркестром Musica Viva, так и с симфоническим оркестром Государственной академической капеллы Санкт-Петербурга. Оркестр Musica Viva записал оркестровые версии Симфонии си-бемоль мажор и незавершенных танцев из оперы «Жизнь за царя» Михаила Глинки (запись издана фирмой Fuga libera, FUG 571), прелюдии «Колокола» Бориса Чайковского (запись издана фирмой Hyperion records, CDA67413). В марте 2020 года Симфония си-бемоль мажор Михаила Глинки была исполнена Александром Рудиным и Нижегородским академическим симфоническим оркестром. Оркестром Musica Viva под управлением Кирилла Ершова была записана музыка к кинофильмам «Отцы и дети» и «Господа Головлевы», к спектаклю МХТ имени Чехова «Обрыв».

## Дискография
- Оркестровые версии Симфонии си-бемоль мажор и незавершенных танцев из оперы «Жизнь за царя» Михаила Глинки (запись издана фирмой Fuga libera, FUG 571[18]),
- оркестровая версия прелюдии «Колокола» Бориса Чайковского (запись издана фирмой Hyperion records, CDA67413[19])
- Modern Russian Works for Cello, 2003, CD, Boheme music (Amazon[20])
- A Tribute to Boris Tchaikovsky: Modern Russian Music for Winds; Various Artists, 2007; RELIEF, CR991091[21]
- Видеозапись концертной версии симфонии ми-бемоль мажор в исполнении оркестра Фонда Чайковского под управлением Томоми Нисимото была издана на DVD фирмой King records (Япония).

## Поэтическое творчество
- «Неподвижный свет» (2006)
- «Следом любви» (2002)
- «Дорога к морю» (2001)
- «Круги на воде» (2001)
- «Пояс Ориона» (1999)

## Эквиритмические переводы
Петр Климов сделал более 500 эквиритмических переводов, благодаря его творчеству по-русски запели герои англоязычных анимационных и художественных фильмов, среди которых:
- «Меч в камне»,
- «Труп невесты»,
- «Мэри Поппинс» (фильм)
- «Улица Сезам»,
- «Золушка»,
- «Золушка 3: злые чары»,
- «Алиса в стране чудес»,
- «Спящая красавица»,
- «Книга джунглей»,
- «Леди и Бродяга»,
- «Коты-аристократы»,
- «Оливер и компания»,
- «Русалочка»,
- «Русалочка: начало истории Ариэль»,
- «Горбун из Нотр-Дама»,
- «Джейк и пираты Нетландии»,
- «Доктор Плюшева»,
- «Хана Монтана»,
- «Шрек-2»,
- «Шрек-3»,
- «Чокнутая бывшая»
- «В пролете» («Forgetting Sarah Marshall»),
- «Развод по-американски»

и др.